# Mary Beilby
Mary Beilby, född 1749, död 1797, var en brittisk glasmålare.
Beilby var verksam i Newcastle upon Tyne tillsammans med sin bror William Beilby (1740-1819) under 1760- och 1770-talen. De dekorerade dricksglas, vinglas och karaffer med landskapsmotiv och vinrankor, ofta i vitt men ibland även i färger. Vapensköldar var ett annat vanligt motiv.

### Fotnoter
1. ↑  collections.artsmia.org, Minneapolis Institute of Art agent-ID: 1077, läst: 9 oktober 2017.[källa från Wikidata]
2. 1 2  Colin Matthew (red.), Oxford Dictionary of National Biography, Oxford University Press, 2004.[källa från Wikidata]